# Hospice Cabañas
L’Hospice Cabañas (Hospicio Cabañas) est un des plus anciens et plus grands hôpitaux de toute l'Amérique latine. Situé à Guadalajara, il est inscrit depuis 1997 sur la liste du patrimoine mondial.
Il a été construit en 1791 dans le but de servir aux plus démunis, aux invalides et aux orphelins. Sa conception et sa gestion des espaces ouverts et fermés est unique pour l'époque. Au XXe siècle, sa chapelle a été décorée de nombreuses peintures par José Clemente Orozco.

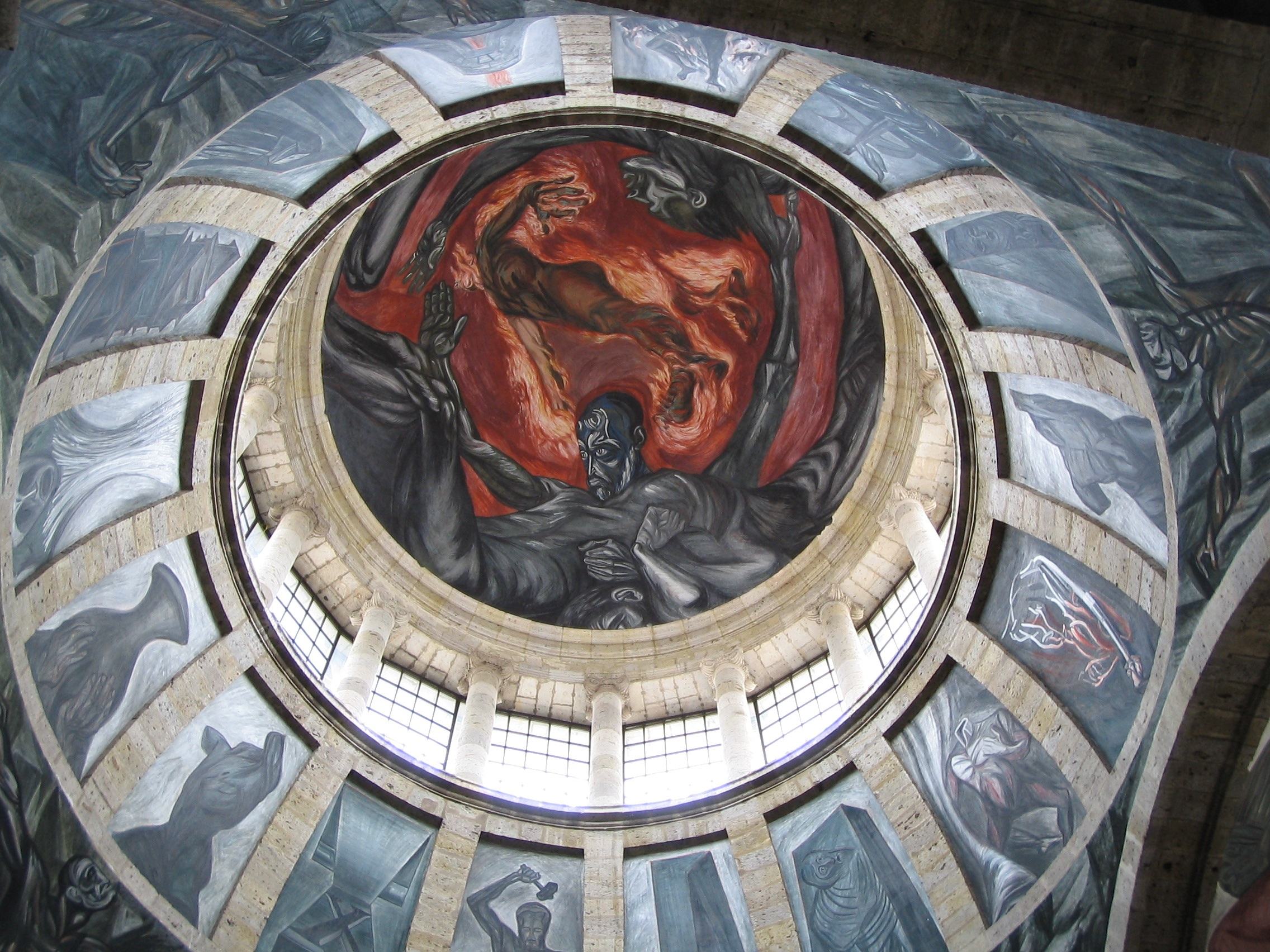
Coupole de l'Hospice Cabañas orné d'une fresque.